# Diodella serrulata
Diodella serrulata är en måreväxtart som först beskrevs av Ambroise Marie François Joseph Palisot de Beauvois, och fick sitt nu gällande namn av Attila L. Borhidi. Diodella serrulata ingår i släktet Diodella och familjen måreväxter. Inga underarter finns listade i Catalogue of Life.